# 下麻生町
下麻生町（しもあそうちょう）は、かつて岐阜県加茂郡にあった町である。
飛騨川流域の町であり、分割編入され、現在の加茂郡川辺町北部、七宗町南部に該当する。

## 歴史
江戸時代、この地域は美濃国加茂郡に属し、尾張藩領であった。切り出した木材は1本単位で飛騨川を流し、下麻生村の下麻生湊で筏を組んで下流に流したという。下麻生村は飛騨川の重要な湊であった。
- 1893年（明治26年）4月27日 - 麻川村が分割され、上川辺村と下麻生村（ともに2代）となる。
- 1896年（明治29年）11月13日 - 下麻生村は町制施行し、下麻生町となる。
- 1956年（昭和31年）9月30日 - 下麻生町は分割され、北部の中麻生地区は加茂郡七宗村に、南部の下麻生地区は加茂郡川辺町に編入される。

## 学校
- 下麻生町立下麻生小学校（1977年に統合され、現川辺町立川辺北小学校）
- 下麻生町立下麻生中学校（1962年廃校）

## 交通
- 国鉄高山本線
  - 下麻生駅

## その他
かつての下麻生町役場の建物（1922年完成・木造）は移築され、川辺町内に公民館として現存している。